# Messier 60
Messier 60 sau M 60 este o galaxie eliptică de tip 2.